# マンドゥーリア
マンドゥーリア（イタリア語: Manduria）は、イタリア共和国プッリャ州ターラント県にある、人口約3万1000人の基礎自治体（コムーネ）。

## 地理

### 位置・広がり
ターラント県東部に位置するコムーネで、マンドゥーリアの市街は県都ターラントから東南東へ約34km、ブリンディジから南西へ約37km、レッチェから西へ約46km、州都バーリから南東へ約103kmの距離にある。

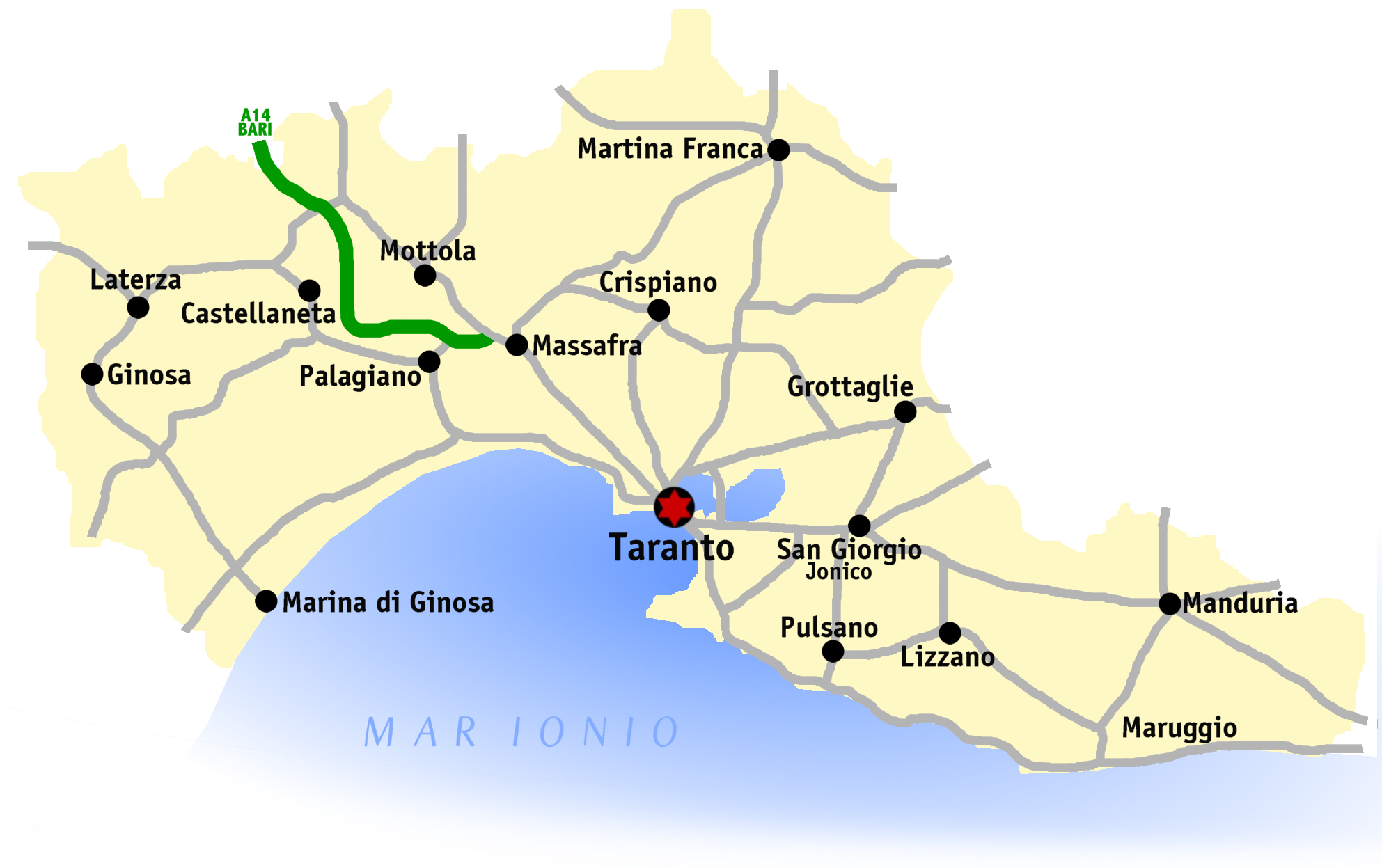
ターラント県概略図

#### 隣接コムーネ
隣接するコムーネは以下の通り。BRはブリンディジ県、LEはレッチェ県所属。
- オーリア (BR) - 北
- エルキエ (BR) - 北東
- アヴェトラーナ - 南東
- ポルト・チェザーレオ (LE) - 南東
- マルッジョ - 南西
- サーヴァ - 西
- フランカヴィッラ・フォンターナ (BR) - 北西

## 行政

### 分離集落
マンドゥーリアには、以下の分離集落（フラツィオーネ）がある。
- Uggiano Montefusco, San Pietro in Bevagna, Torre Colimena